# علاقات كوريا الشمالية الخارجية

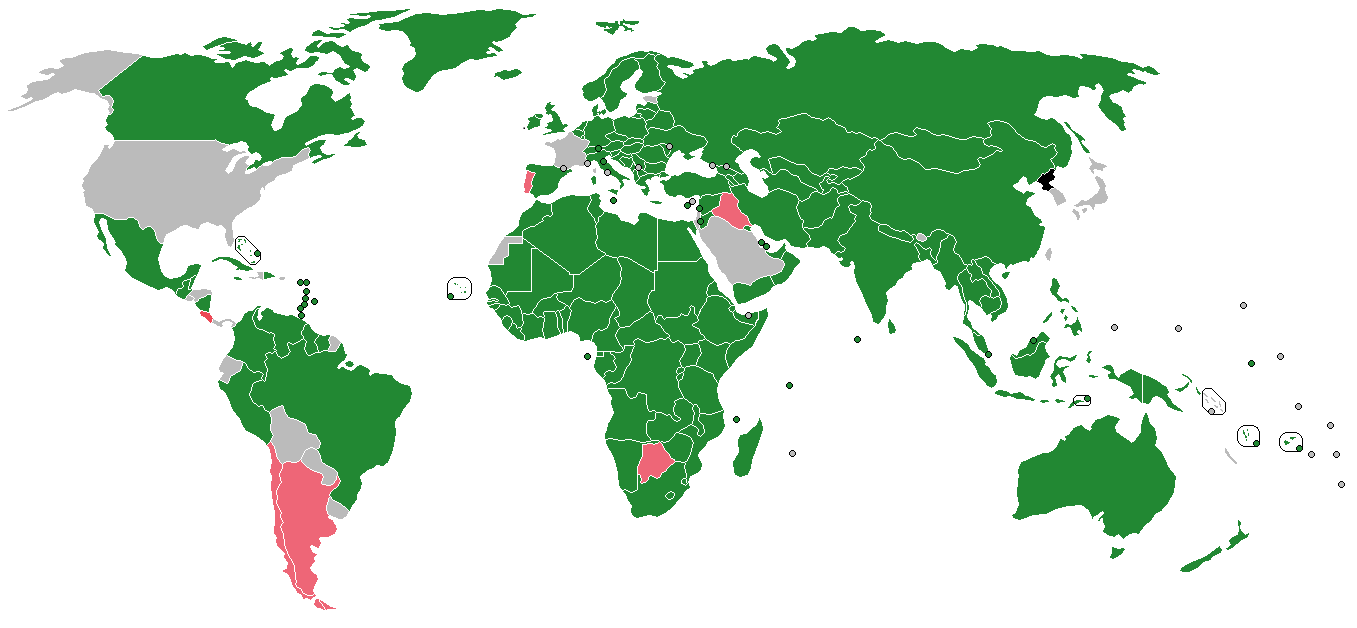

تميزت العلاقات الخارجية لكوريا الشمالية -رسميًا جمهورية كوريا الديمقراطية الشعبية- بالنزاع مع الدول الرأسمالية مثل كوريا الجنوبية وبالعلاقات التاريخية مع الشيوعية العالمية. تدّعي كل من حكومتي كوريا الشمالية وكوريا الجنوبية (رسميًا جمهورية كوريا) أنها حكومة كوريا كاملةً. فشلت الحرب الكورية في خمسينيات القرن العشرين في حل القضية، فبقيت كوريا الشمالية في مواجهة عسكرية مع كوريا الجنوبية وقوات الولايات المتحدة في كوريا الموجودة في المنطقة منزوعة السلاح.
في بدايات الحرب الباردة، لم تحصل كوريا الشمالية على الاعتراف الدبلوماسي إلا من قبل الدول الشيوعية. في العقود اللاحقة، أقامت كوريا الشمالية علاقات مع البلدان النامية وانضمت إلى حركة عدم الانحياز. حين انهارت الكتلة الشرقية في فترة 1989-1991، بذلت كوريا الشمالية جهودًا لتحسين علاقاتها الدبلوماسية مع الدول الرأسمالية المتقدمة. وفي الوقت نفسه، كانت هناك جهود دولية لحل الصراع في شبه الجزيرة الكورية (يُعرف الصراع باسم النزاع الكوري).
حين حصلت كوريا الشمالية على السلاح النووي بعد انهيار الاتحاد السوفييتي، الداعم الاقتصادي الرئيس لها، أصبح حل الأزمة الكورية قضية أكثر أهمية عند معظم المجتمع الدولي. تعتبر كوريا الشمالية دولة خارجة عن القانون، وليست من الدول الموقعة على معاهدة حظر انتشار الأسلحة النووية، في الحقيقة، وقعت كوريا الشمالية في السابق على المعاهدة، لكنها انتهكتها، وانسحبت منها في عام 2003 بعد حظر الوكالة الدولية للطاقة الذرية. يُنظر إلى برنامجها النووي على أنه جزء من إستراتيجية كوريا الشمالية في «الابتزاز النووي»، وهذا ما يطرحه المحللون فيما يتعلق ببقاء النظام في كوريا الشمالية.
في عام 2018، قام الزعيم الكوري الشمالي كيم جونج أون بمبادرة سلام مفاجئة تجاه كوريا الجنوبية والولايات المتحدة. ما نتج عنه أول مناقشة وجهًا لوجه بين رئيس دولة كوريا الشمالية ورئيس الولايات المتحدة. عُرف ذلك باسم عملية السلام الكورية لعام 2018.

## المبادئ والممارسات
يحدد دستور كوريا الشمالية السياسة الخارجية للبلاد. تصف المادة 2 من الدستور الدولة بأنها «دولة ثورية»، وتقول المادة 9 إن البلاد ستعمل على تحقيق إعادة توحيد كوريا، والحفاظ على سيادة الدولة واستقلالها السياسي و«الوحدة الوطنية».
تتحدث الكثير من المواد عن الخطوط العريضة للسياسة الخارجية للبلاد. تنص المادة 15 على أن البلاد «ستحمي الحقوق الوطنية الديمقراطية للمواطنين الكوريين في الخارج وحقوقهم ومصالحهم المشروعة على النحو المعترف به في القانون الدولي»، وتبيّن المادة 17 المبادئ الأساسية لسياسة البلاد الخارجية:
المثل العليا الأساسية للسياسة الخارجية هي «الاستقلال والسلام والصداقة».
إقامة علاقات سياسية واقتصادية وثقافية ودبلوماسية مع «الدول الصديقة» بناءً على مبادئ «المساواة التامة والاستقلال والاحترام المتبادل وعدم التدخل في شؤون بعضهم والمنفعة المتبادلة».
التضامن مع «شعوب العالم التي تدافع عن استقلالها».
دعم «نضال جميع الناس الذين يعارضون كل أشكال العدوان والتدخل ويقاتلون من أجل استقلال بلادهم وتحررها الوطني والطبقي» والتشجيع على ذلك.
تبين أجزاء أخرى من الدستور السياسات الخارجية الأخرى. تقول المادة 36 إن التجارة الخارجية لكوريا الديمقراطية تنفذها «أجهزة الدولة والمؤسسات والمنظمات الاجتماعية والتعاونية»، بينما «ستطور البلاد التجارة الخارجية وفقًا لمبادئ المساواة التامة والمنفعة المتبادلة». تضيف المادة 37 أن البلاد ستشجع «المؤسسات والمنشآت والمنظمات في البلاد على تنفيذ مشاريع مشتركة تعاقدية أو قائمة على الأسهم مع الشركات والأفراد الأجانب، وعلى إنشاء مشاريع من مختلف الأنواع وتشغيلها في مناطق اقتصادية خاصة». تنص المادة 38 على أن كوريا الديمقراطية ستفرض التعرفة الجمركية؛ بهدف «حماية الاقتصاد الوطني المستقل» وتقول المادة 59 إن القوات المسلحة للبلاد «ستشكل الخط الثوري العسكري الأول». وأما بشأن النواحي الأخرى للسياسة الخارجية، تنص المادة 80 على أن البلاد ستمنح حق اللجوء للمواطنين الأجانب الذين تعرضوا للاضطهاد «نتيجة النضال من أجل السلام والديمقراطية والاستقلال الوطني والاشتراكية أو في سبيل حرية المساعي العلمية والثقافية».
في النهاية، وكما توضح المواد 100 و103 و109، فإن رئيس مجلس الدفاع الوطني هو القائد الأعلى للبلاد، وتماثل فترة ولايته ولاية أعضاء مجلس الشعب الأعلى (خمسة أعوام)، وهو المنصوص عليه في المادة 90، يوجه القائد الأعلى القوات المسلحة في البلاد، ويرشد شؤون الدولة العامة، إلا أنه لا يحددها وحده، فهو مسؤول أمام مجلس الشعب، يعمل رئيس مجلس الدفاع الوطني في الدفاع عن الدولة من الجهات الخارجية. حاليًا، كيم جونغ أون -رئيس حزب العمال الكوري- رئيس دولة كوريا الشمالية، ويحظى بالكثير من المناصب القيادية الأخرى. ينص الدستور أيضًا، في المادة 117، على أن رئيس مجلس الشعب الأعلى، الذي يمكنه الدعوة لعقد هذا المجلس، يمثل الدولة ويتلقى «أوراق اعتماد ورسائل استدعاء من مبعوثين معتمدين من دول أخرى». يتمتع مجلس وزراء كوريا الديمقراطية بسلطة «إبرام معاهدات مع دول أجنبية وإدارة الشؤون الخارجية» على النحو المشار إليه في المادة 125.
كوريا الشمالية هي واحدة من الدول القليلة التي مازال تقديم الهدايا فيها يلعب دورًا مهمًا في البروتوكول الدبلوماسي، إذ تُبلغ وكالة الأنباء المركزية الكورية من حين إلى آخر عن تلقي زعيم البلاد سلة زهور أو هدية أخرى من زعيم أجنبي أو منظمة. وفي أثناء زيارة عام 2000 إلى بيونغ يانغ، قدمت وزيرة الخارجية الأمريكية مادلين أولبرايت لزعيم كوريا الشمالية كيم جونغ إيل كرة سلة وقعها مايكل جوردان، فقد كان مهتمًا بالدوري الأمريكي للمحترفين في كرة السلة. وفي قمة بين الكوريتين عام 2000 قدم كيم جونغ إيل كلبين من نوع بونغسان (يرتبط هذا النوع بالشمال) إلى الرئيس الكوري الجنوبي كيم داي جونج. وفي المقابل، قدم كيم داي جونج كلبين من نوع جندو (يرتبط هذا النوع بالجنوب) لكيم جونغ إيل. في قمة بيونج يانج في عام 2018، قدم الزعيم الكوري الشمالي كيم جونغ أون كلبين من بونغسان لرئيس كوريا الجنوبية، مون جاي إن.
تأخذ كوريا الشمالية دفاعها على محمل الجد، وتواجه البلدان التي ترى أنها تهدد سيادتها، وتقيد أنشطة الدبلوماسيين الأجانب.

## التاريخ
بعد عام 1945، قدم الاتحاد السوفييتي المساعدات الاقتصادية والعسكرية لكوريا الديمقراطية، ما مكنها من شن الغزو على كوريا الجنوبية في عام 1950. تواصلت المساعدات والدعم السوفييتي على مستوى عالٍ خلال الحرب الكورية. وما كانت تلك إلا بداية كوريا الشمالية -التي يحكمها الفصيل الذي ترجع جذوره إلى حركة قومية كورية معادية لليابان مقرها في منشوريا والصين- بمشاركة كيم إيل سونغ في هذه الحركة وتأسيس حزب العمال الكوري فيما بعد.
أعطت مساعدة القوات الصينية -بعد عام 1950 أثناء الحرب ووجودها في البلاد حتى عام 1958- الصينَ درجة من النفوذ في كوريا الشمالية.
في عام 1961، أبرمت كوريا الشمالية معاهدات الأمن المتبادل الرسمية مع الاتحاد السوفييتي والصين، وما تزال هذه المعاهدات قائمة رسميًا. بالنسبة إلى الصين، وقّع كيم إيل سونغ وتشو إن لاي معاهدة الصداقة والتعاون المتبادل بين الصين وكوريا الشمالية، إذ تعهدت الصين الشيوعية بتقديم المساعدات العسكرية وغيرها بجميع أشكالها على الفور لحليفها ضد أي هجوم خارجي.